# 林田神社 (花蓮港庁)
林田神社（はやしだじんじゃ）は、日本統治時代の台湾東部、花蓮港庁鳳林郡鳳林街（現在の花蓮県鳳林鎮）に存在した神社である。

## 歴史

### 日本統治時代
大正2年（1913年）、日本当局は花蓮県鳳林鎮の地に日本の台湾の官営日本人移民村として林田村 (花蓮港庁)を設立した。翌大正3年(1914)、日本人移民は心のよりどころを求め、林田村の笠井寬二、酒井亀太郎、清平福平の3人が「神社建立申請書」を時の台湾総督・佐久間左馬太に提出。翌大正4年に着工開始、同年6月6日に鎮座式が挙行された。例大祭は毎年10月6日に執り行われた。
太平洋戦争開戦後の昭和20年（1945年）には花蓮市をはじめとした花蓮港庁一帯もアメリカ軍の空襲を受け、林田神社は社務所が焼失している。

### 戦後
1945年の日本敗戦で日本人住民が引き揚げた後も林田神社の建築は「鳳林区忠烈祠」に改装され、清朝の末期に広州で発生した民衆蜂起・黄花崗起義の戦死者72名の霊「黃花崗七十二烈士」が神道の神に代わって祀られた。毎年3月29日の「青年節」の折は鳳林鎮各区域の学校関係者が記念大会に集った。古老の記憶によれば、教師の先導によって忠烈祠を参拝する折は、まず隊列を組んでから手水鉢で手を洗い、拝殿前に列を組み、教師が代表して革命戦士に敬意を表した。
民国61年(1972年)、時の日本国総理大臣・田中角栄が中華人民共和国と国交を回復する一方、中華民国の台湾は日本との断交に追い込まれる。民國63年(1974年)2月25日台湾内務省は「內民字第573901號函」において『日本統治時代の日本帝国主義による記念遺跡』として「日本神社の遺跡を徹底的に撤去すべき」と明記した。この折に台湾国内の神社遺構は大部分が破壊された。林田神社もその中に含まれていた。
2014年，鳳林鎮公所行政院環境保護署は「環保示範区計劃」名義で経費を申請し、元の設計図を基に鳥居と石燈籠（ただし、石燈籠の柱部分は正方形を円形と誤解した）を参道に設置した。ただし本来の「一の鳥居」の位置は現在の復興路にあたるため、場所を移動して設置しなおされた。2016年9月6日、神社の「玉垣」、「神社拝殿および本殿基壇」が「林田神社残蹟」の名義で「花蓮県歴史建築」に指定された。

## 神職
- 小松兼太郎 : 昭和5年(1930年)[2]
- 立川虎之助 : 昭和6年(1931年)から昭和20年(1945年)

## ギャラリー

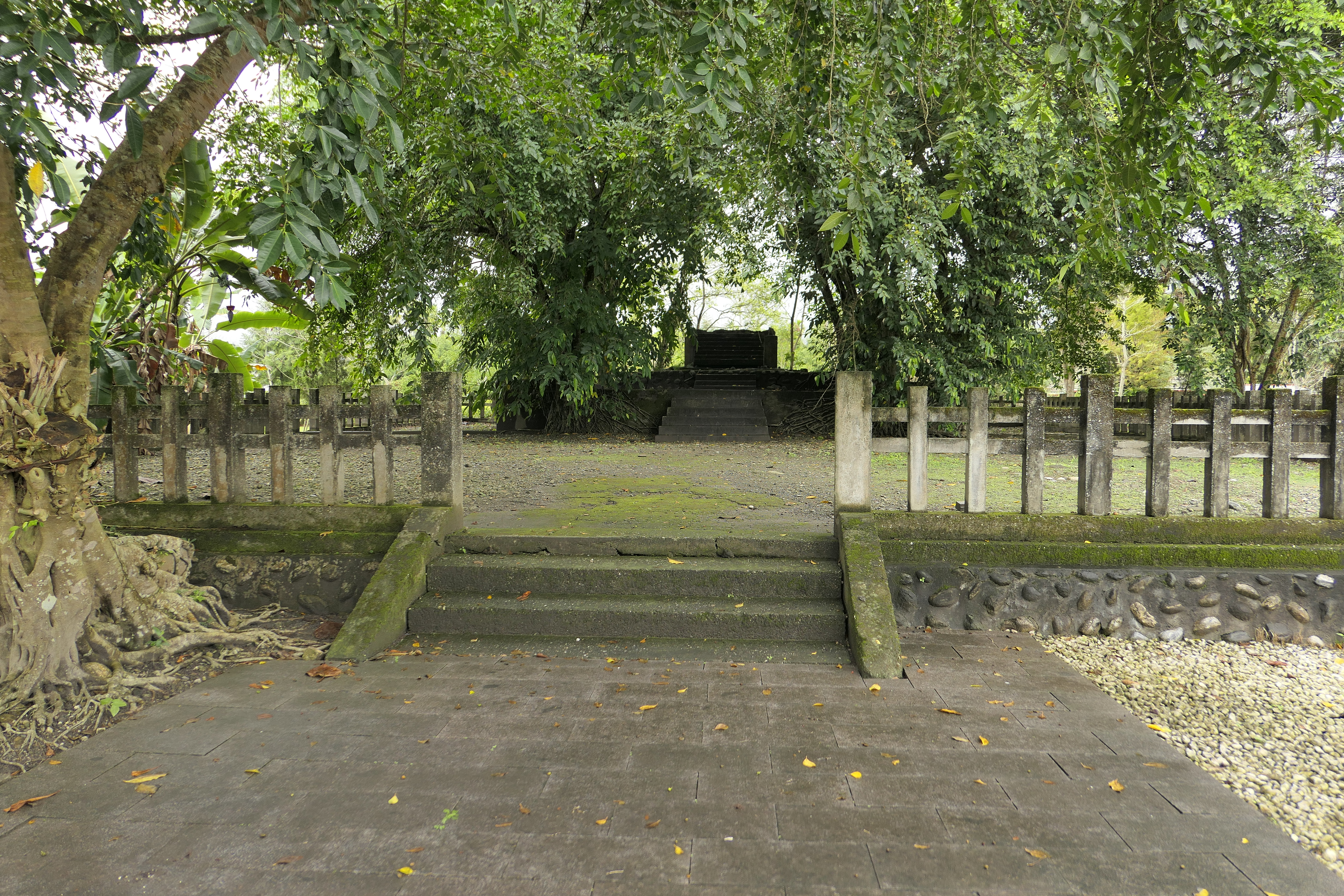
玉垣
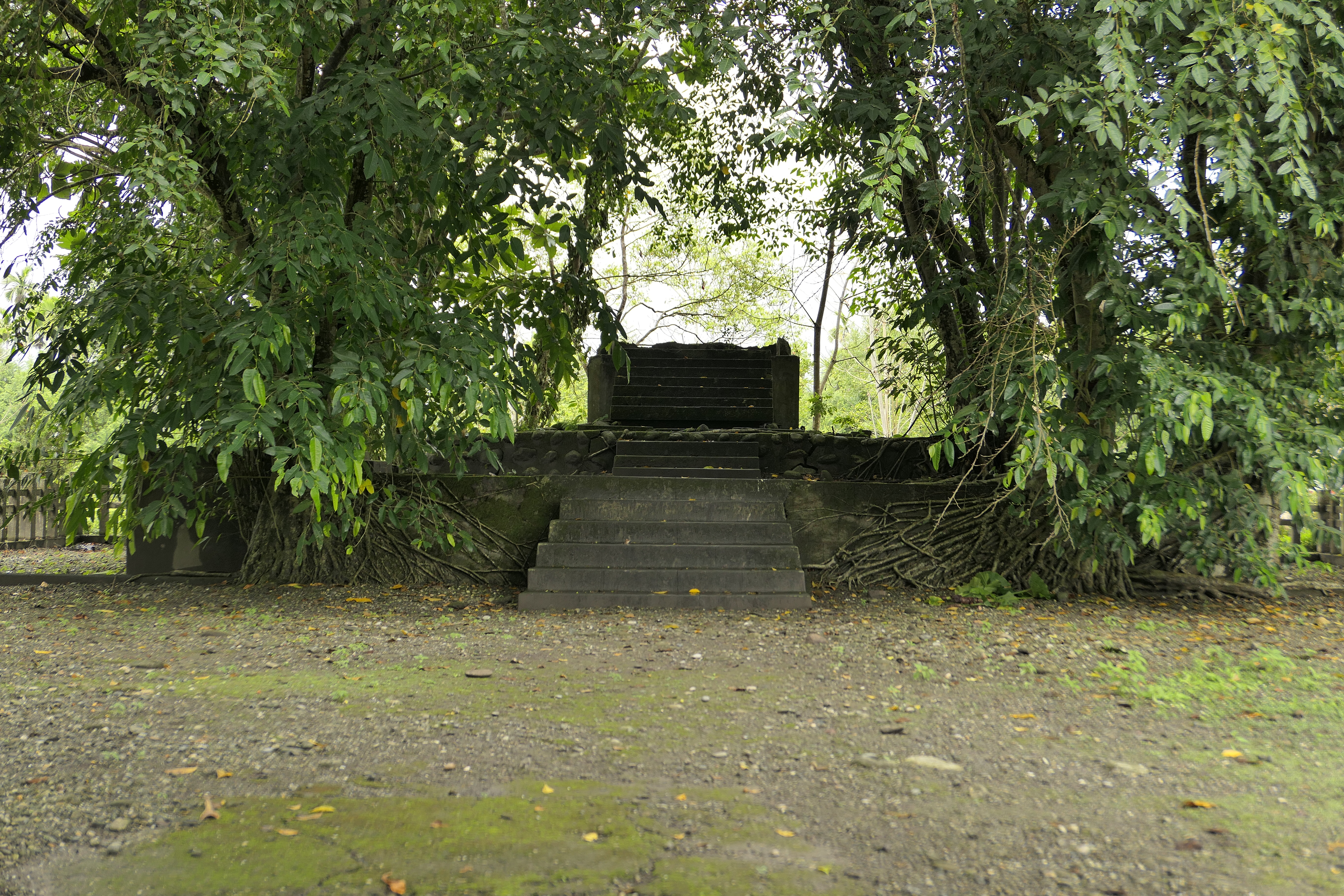
拝殿および本殿の基壇
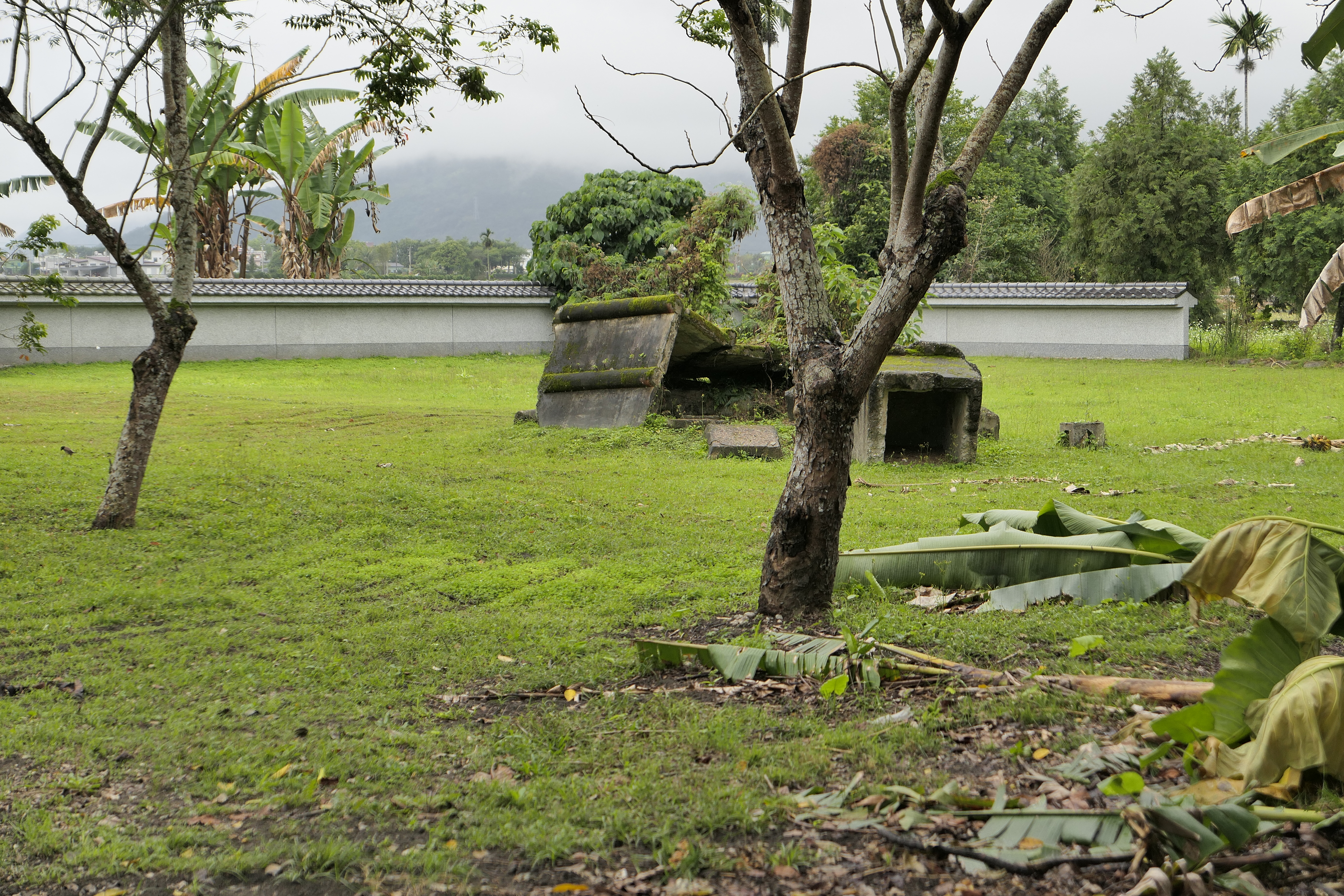
遺構
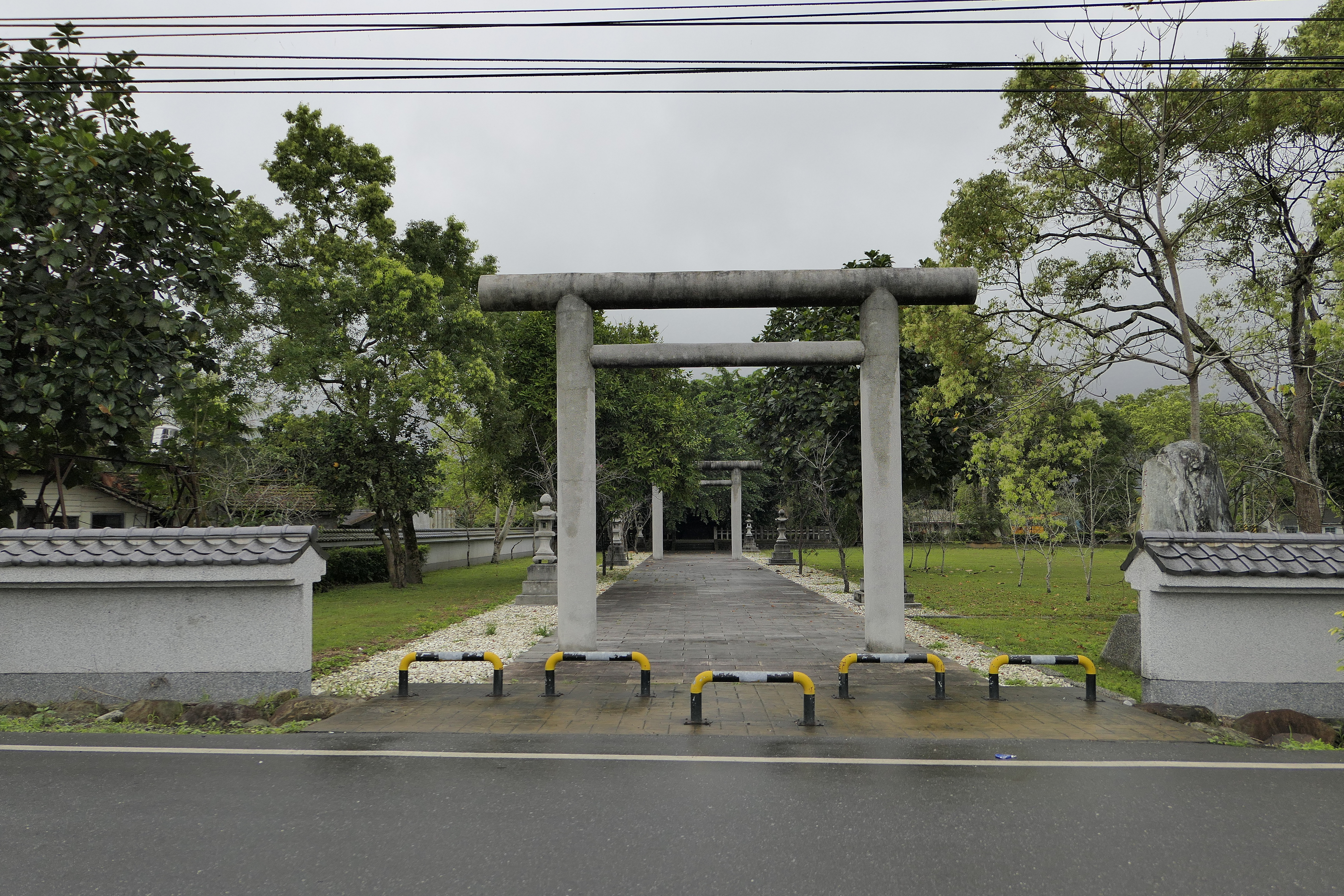
一の鳥居
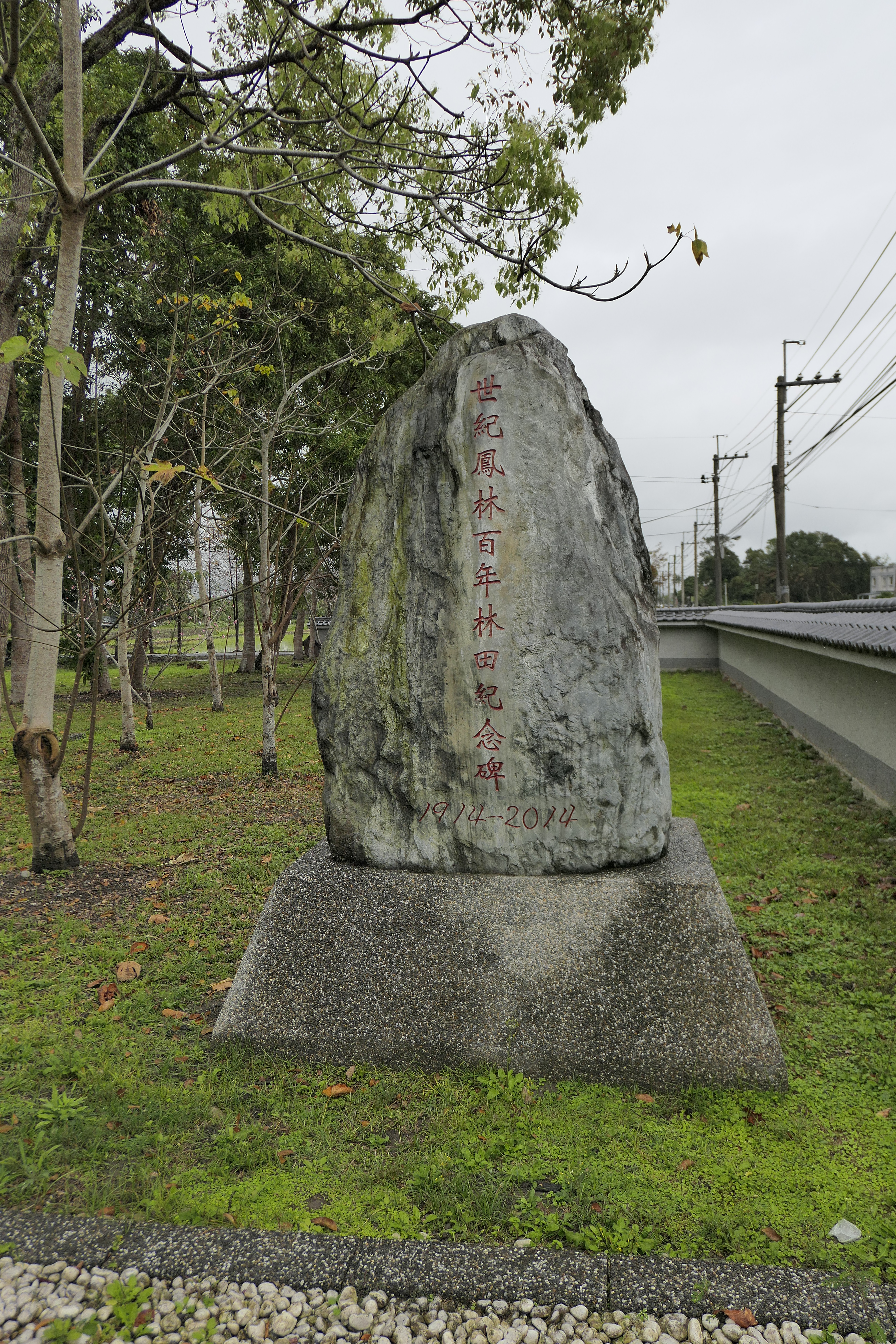
世紀鳳林百年林田紀念碑
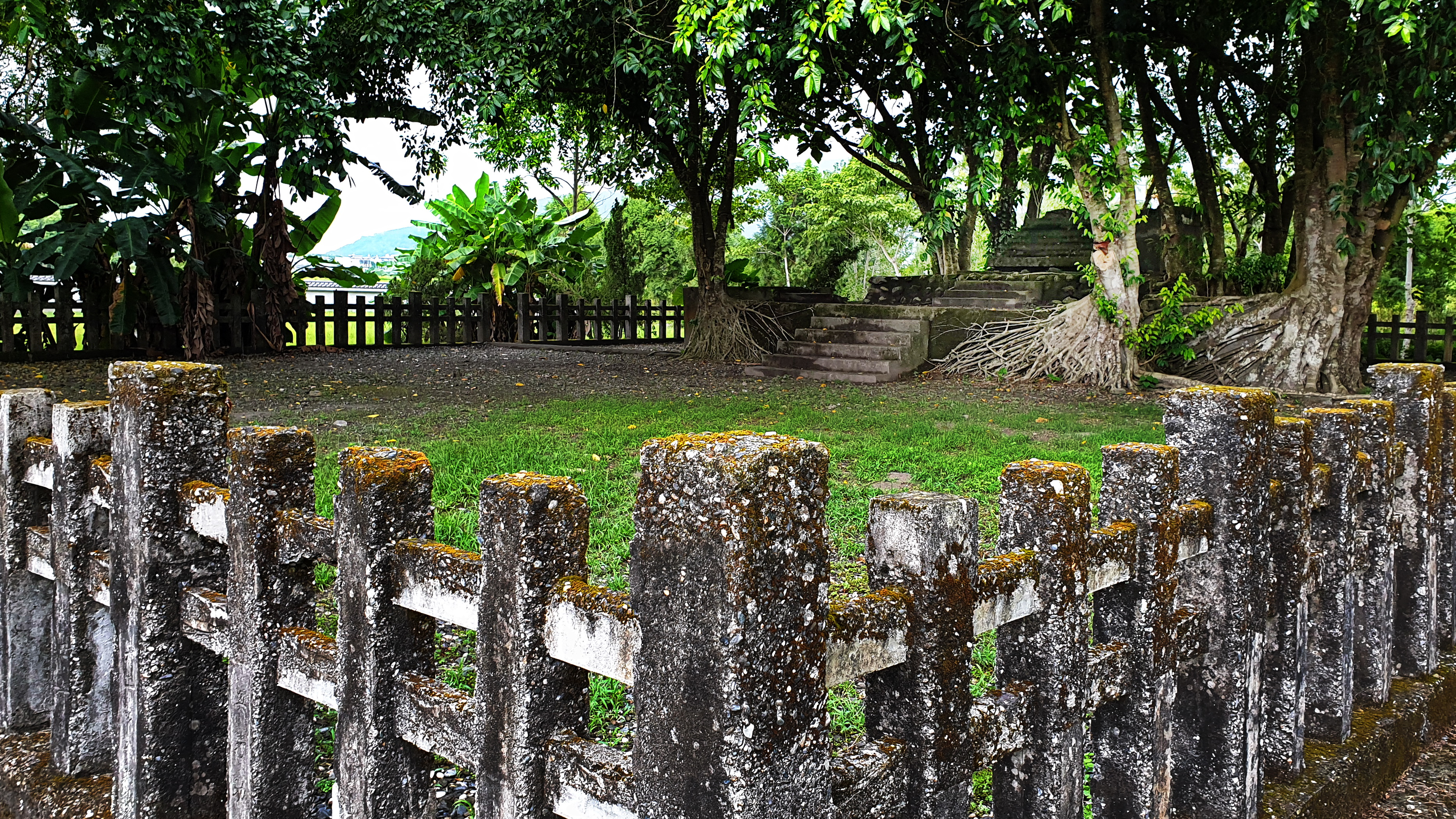